# Marius Burlacu
Marius Mihai Burlacu (sinh ngày 29 tháng 10 năm 1985) là một cầu thủ bóng đá người România thi đấu cho Sepsi Sfântu Gheorghe ở vị trí tiền vệ.